# Handley Page H.P.42
Die Handley Page H.P.42 und H.P.45 waren viermotorige britische Langstrecken-Passagierflugzeuge, die ab 1931 im Dienst waren.
Entworfen wurden sie für die Imperial Airways bei Handley Page im Radlett Aerodrome in Hertfordshire. Die H.P.42 waren für Routen in Asien und Nordafrika vorgesehen und die H.P.45 für innereuropäische Flüge. Die H.P.45 hatte auch die Bezeichnung H.P.42W (W für Western) und die H.P.42 die Bezeichnung H.P.42E (E für Eastern). Da einige Flugzeuge während ihres Einsatzes auch die Rollen tauschten, wurde die Werksbezeichnung H.P.45 in der Praxis nicht verwendet. Die H.P.42E und H.P.42W unterschieden sich von außen nicht. Neben der leicht variierenden Aufteilung des Passagierraumes waren lediglich die Motoren im Auslieferungszustand unterschiedlich: Bristol Jaguar Major (später Bristol Jupiter) für „E“ und Bristol Jupiter für „W“.
Die H.P.42/45 waren sehr bekannte Flugzeuge der Imperial Airways, bevor die Airline später auf Flugboote setzte. Es wurden insgesamt acht Maschinen gebaut, die alle einen Namen mit dem Anfangsbuchstaben „H“ bekamen (z. B. Hanno). Ein Flugzeug verbrannte 1937 in einem Luftschiffhangar. Die restlichen Maschinen wurden im Zweiten Weltkrieg von der Royal Air Force verwendet. Im zivilen Flugbetrieb gab es keine Toten, aber bis 1941 waren alle Maschinen zerstört bzw. verschrottet.

## Konstruktion
Die H.P.42 war ein großer Doppeldecker in Ganzmetallbauweise, lediglich die Beplankung der Tragflächen bestand aus Sperrholz. Am Heck saßen drei Seitenruder. Die H.P.42 besaß vier Bristol-Jupiter-XIF-Motoren mit 490 PS (365 kW) und die H.P.45 vier Bristol-Jupiter-XFBM-Motoren mit 555 PS (414 kW). Zwei Motoren waren an der oberen Tragfläche montiert und die anderen an den unteren Tragflächen.
Die Besatzung war von den Passagieren getrennt. Die Maschine hatte zwei Passagierkabinen (vor und hinter den Tragflächen). Die H.P.42 konnte vorne sechs Passagiere (später zwölf) und hinten zwölf transportieren, dazu kam ein großer Frachtraum. Die H.P.45 hatte vorne 18 und hinten 20 Sitze, aber der Frachtraum war kleiner.

## Einsatzzeit
Der Erstflug der G-AAGX Hannibal erfolgte am 14. November 1930. Am 11. Juni 1931 begann der reguläre Flugbetrieb nach Paris.
H.P.42E:
Die H.P.42E wurden für Langstreckenflüge nach Afrika und Indien eingesetzt. Sie waren in Kairo stationiert.
- G-AAGX Hannibal, verloren über dem Golf von Oman am 1. März 1940 mit acht Toten
- G-AAUC Horsa
- G-AAUD Hanno
- G-AAUE Hadrian

H.P.42W/H.P.45:
- G-AAXC Heracles
- G-AAXD Horatius
- G-AAXE Hengist, später verwendet in Asien, verbrannt am 31. Mai 1937 in Karatschi
- G-AAXF Helena

H.P. 43
- Dreimotorige Variante, die als Bomber und Transporter entsprechend der Air Ministry Specification C.16/28 vorgesehen war. Eine Maschine wurde 1930/31 gebaut.

## Militärische Nutzung
Vereinigtes Königreich
- Royal Air Force

## Technische Daten

Dreiseitenansicht

| Kenngröße             | Daten der Handley Page H.P.42                    |
| --------------------- | ------------------------------------------------ |
| Besatzung             | 4                                                |
| Passagiere            | 18–24                                            |
| Länge                 | 28,09 m                                          |
| Spannweite            | 39,62 m                                          |
| Höhe                  | 5,04 m                                           |
| Flügelfläche          | 277,68 m²                                        |
| Leermasse             | 8.047 kg                                         |
| Startmasse            | 12.700 kg                                        |
| Antrieb               | vier Bristol Jupiter XIF; je 490 PS (ca. 360 kW) |
| Höchstgeschwindigkeit | 195 km/h                                         |
| Dienstgipfelhöhe      | k. A.                                            |
| Reichweite            | 805 km                                           |